# Mike Brumley
Tony Mike Brumley (Granite (Oklahoma), 10 de julho de 1938 – Keller (Texas), 8 de agosto de 2016) foi um receptor na Liga Principal de Beisebol que jogou nos Washington Senators (1964–1966). Brumley bateu com a mão esquerda e jogou com a mão direita. Ele é pai de defensor interno Mike Brumley.
Brumley originalmente assinado com os Brooklyn Dodgers e jogou sete temporadas no sistema de fazenda de Dodger. Um All-Star da Liga menor de beisebol três vezes, Brumley apareceu em uma carreira de alto 136 jogos com os senadores durante sua temporada de rookie, mas foi relegado a um papel de reserva depois de bater apenas 0,244.
Em uma carreira de três temporadas, Brumley era um lançador 0,229 com cinco home runs e 50 RBI em 295 jogos. Ele postou uma porcentagem de fielding 0,991 com apenas 10 erros em 1106 chances.
Mike Brumley ordenou-se como um ministro Batista no início de 1980 e tornou-se conhecido na área de Bradenton Sarasota como um pastor evangélico. Ele foi fundamental na expansão e desenvolvimento do Bay Baptist Church Palma Sola, que mais tarde foi renomeado "A Igreja Ponte de Palma Sola Bay". Palma Sola Bay Baptist Church sob a liderança de Mike Brumley foi fortemente com a presença de jogadores de beisebol de vários estados que viveram e treinados na Flórida durante a entressafra. sermões do pastor Brumley, muitas vezes chamou exemplos de sua experiência anterior como um jogador de beisebol profissional.
Brumley residiu em Keller, Texas.